# 9 Sagittarii
Désignations
9 Sagittarii (en abrégé 9 Sgr) est un système binaire d'étoiles massives situé dans la constellation du Sagittaire, visible à l’œil nu dans la direction de la nébuleuse de la Lagune.

## Environnement
9 Sgr baigne dans une région HII de 30 années-lumière à travers notamment les nébuleuses par réflexion NGC 6523 et NGC 6533. Cette région ionisée se trouve en face d'un dense nuage moléculaire.
Les distances entre l'étoile, la nébuleuse de la Lagune et l'amas ouvert NGC 6530 ne sont pas connues avec précision. Elles sont néanmoins  comprises entre 1 200 et 1 800 parsecs. Des études récentes placent l'étoile à 1 250 pc de la nébuleuse. 

## Système binaire
9 Sagittaire est un système binaire dont la période orbitale de 9,1 ans est la plus longue connue parmi les systèmes d'étoile de type O. L'orbite est excentrique, et la distance entre les étoiles varie entre 11 et 27 ua.
La confirmation de l'existence du compagnon n'a été possible qu'en 2012, car les deux étoiles ont de faibles vitesses orbitales et sont de type spectral très similaires.
Ces deux étoiles ont été identifiées formellement par le télescope Hubble et par le VLT,